# Audrey Schulman
Audrey Schulman (Montréal, 9 maggio 1963) è una scrittrice canadese con cittadinanza statunitense.

## Biografia
Nata a Montréal nel 1963, vive e lavora a Cambridge, nel Massachusetts.
Figlia dell'agente di cambio Henry Evan e dell'artista Ingrid, dal 1981 al 1983 ha frequentato il Sarah Lawrence College prima di ottenere un B.A. nel 1985 al Barnard College di New York in psicologia.
Programmatrice di computer, animatrice e progettista multimediale, ha esordito nel 1994 con La gabbia e da allora ha pubblicato altri 4 romanzi vincendo con Theory of Bastards il Premio Philip K. Dick del 2018.
Suoi articoli e racconti sono apparsi in antologie e riviste quali Orion, Grist e Ms. Magazine e i suoi libri sono stati tradotti in 11 lingue. 

## Opere

### Romanzi
- La gabbia (The Cage, 1994), Milano, Polillo, 1996 traduzione di Francesca Ilardi e Massimo Bocchiola ISBN 88-8154-014-2.
- Swimming with Jonah (1999)
- A House Named Brazil (2000)
- Tre settimane a dicembre (Three Weeks in December), Roma, edizioni E/O, 2012 traduzione di Nello Giugliano ISBN 978-88-6632-132-3.
- Theory of Bastards (2018)

## Premi e riconoscimenti
- Premio Philip K. Dick: 2018 vincitrice con Theory of Bastards

## Ascendenza
|                               |                        |                        | Genitori         |  |  | Nonni |  |  | Bisnonni |  |  | Trisnonni |  |
|                               |                        |                        |                  |  |  |       |  |  | …        |  |  | …         |  |
|                               |                        |                        |                  |  |  |       |  |  | …        |  |  | …         |  |
|                               |                        | …                      |                  |  |  |       |  |  | …        |  |  |           |  |
| …                             |                        |                        |                  |  |  |       |  |  | …        |  |  |           |  |
|                               |                        | …                      | …                |  |  |       |  |  |          |  |  |           |  |
|                               |                        | …                      | …                |  |  |       |  |  |          |  |  |           |  |
|                               |                        | …                      | …                |  |  |       |  |  |          |  |  |           |  |
| Henry Evan Cockshutt Schulman |                        | …                      |                  |  |  |       |  |  |          |  |  |           |  |
|                               |                        | …                      | …                |  |  |       |  |  |          |  |  |           |  |
|                               |                        | …                      | …                |  |  |       |  |  |          |  |  |           |  |
|                               |                        | …                      | …                |  |  |       |  |  |          |  |  |           |  |
| …                             |                        | …                      |                  |  |  |       |  |  |          |  |  |           |  |
|                               |                        | …                      | …                |  |  |       |  |  |          |  |  |           |  |
|                               |                        | …                      | …                |  |  |       |  |  |          |  |  |           |  |
|                               |                        | …                      | …                |  |  |       |  |  |          |  |  |           |  |
| Audrey Schulman               |                        | …                      |                  |  |  |       |  |  |          |  |  |           |  |
|                               | Charles Humphrey Style | Albert Frederick Style |                  |  |  |       |  |  |          |  |  |           |  |
|                               | Charles Humphrey Style | Albert Frederick Style |                  |  |  |       |  |  |          |  |  |           |  |
|                               | Charles Humphrey Style | Eliza Tubb             |                  |  |  |       |  |  |          |  |  |           |  |
| Humphrey Bloomfield Style     | Charles Humphrey Style |                        |                  |  |  |       |  |  |          |  |  |           |  |
|                               |                        | Annie Gough            | Hugh Henry Gough |  |  |       |  |  |          |  |  |           |  |
|                               |                        | Annie Gough            | Hugh Henry Gough |  |  |       |  |  |          |  |  |           |  |
|                               |                        | Annie Gough            | Annie Hill       |  |  |       |  |  |          |  |  |           |  |
| Ingrid Priscilla Style        |                        | Annie Gough            |                  |  |  |       |  |  |          |  |  |           |  |
|                               |                        | Charles Brunson        | …                |  |  |       |  |  |          |  |  |           |  |
|                               |                        | Charles Brunson        | …                |  |  |       |  |  |          |  |  |           |  |
|                               |                        | Charles Brunson        | …                |  |  |       |  |  |          |  |  |           |  |
| Anita Dolores Brunson         |                        | Charles Brunson        |                  |  |  |       |  |  |          |  |  |           |  |
|                               |                        | …                      | …                |  |  |       |  |  |          |  |  |           |  |
|                               |                        | …                      | …                |  |  |       |  |  |          |  |  |           |  |
|                               |                        | …                      | …                |  |  |       |  |  |          |  |  |           |  |
|                               |                        | …                      |                  |  |  |       |  |  |          |  |  |           |  |